# Alexandre Séon
Alexandre Séon, né le 18 janvier 1855 à Chazelles-sur-Lyon (Loire) et mort à Paris le 5 mai 1917, est un peintre symboliste français.

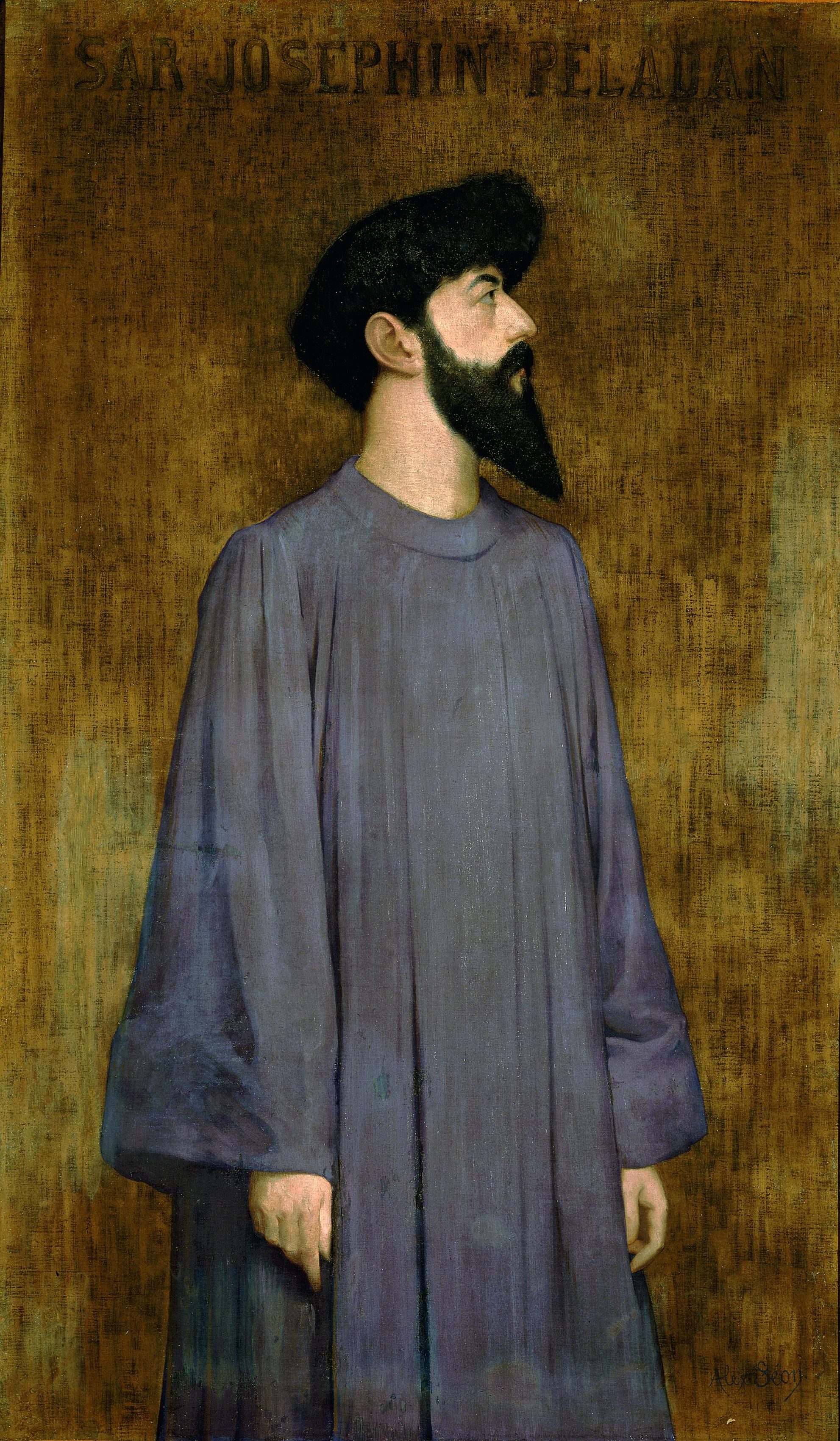
Portrait du Sâr Peladan, 1892

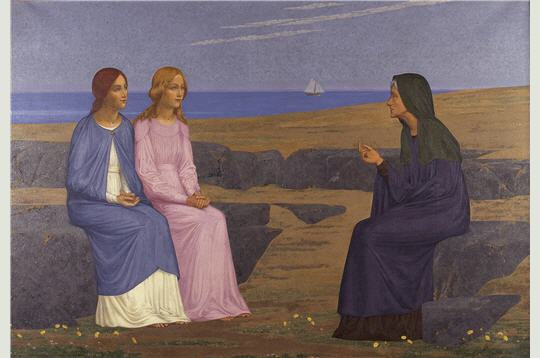
Le Récit, vers 1898, musée des beaux-arts de Brest

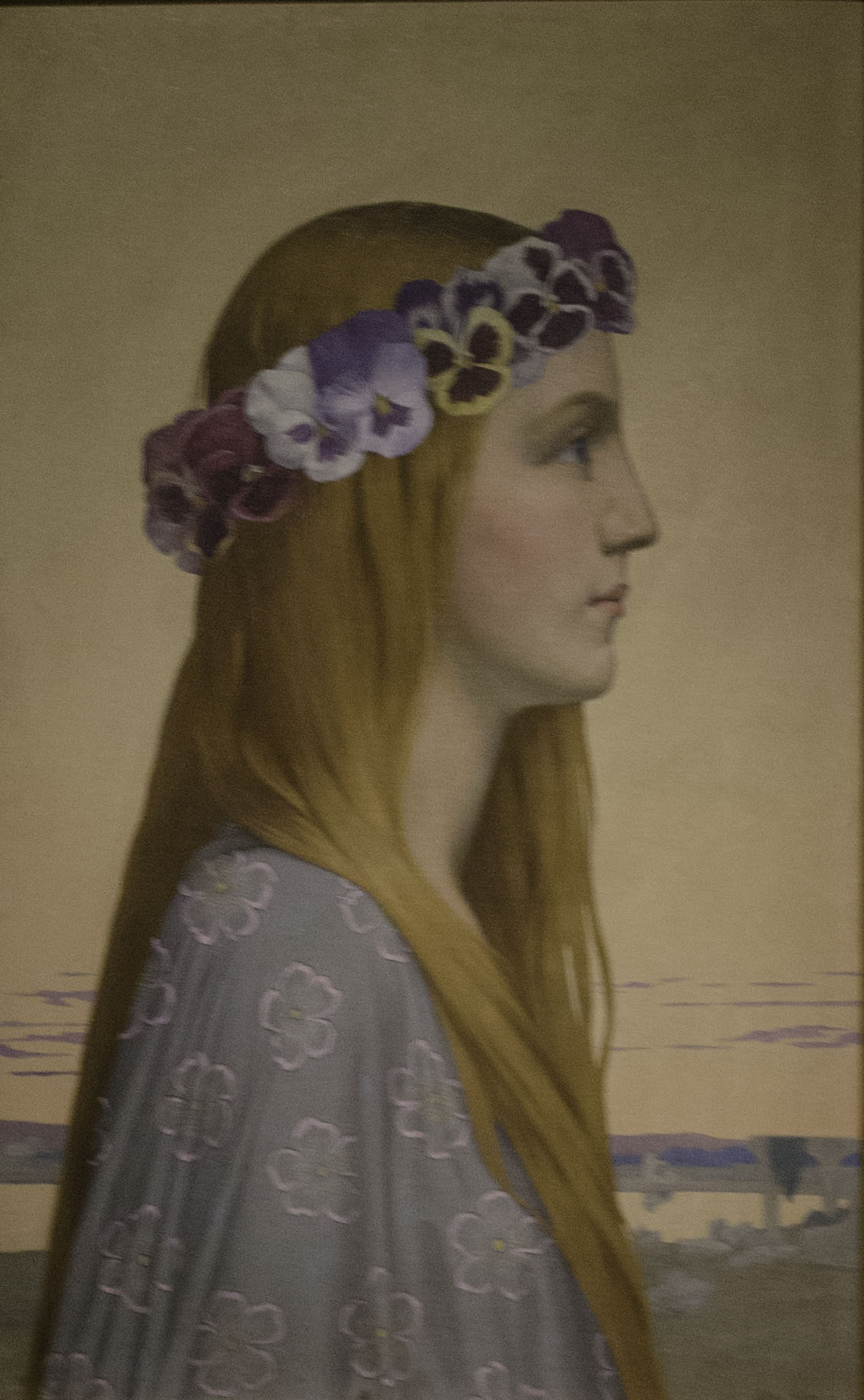
La Pensée

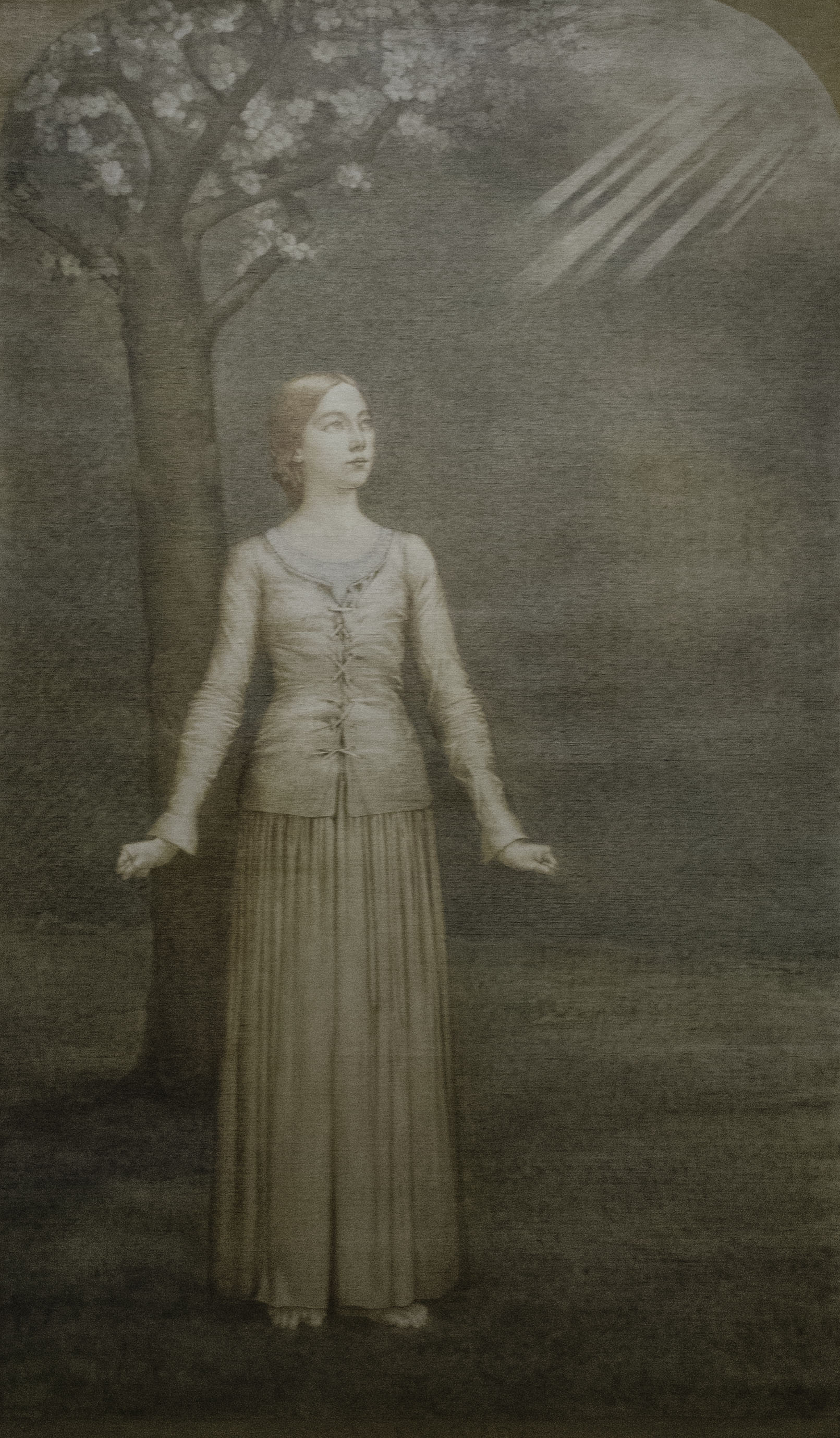
Jeanne d’Arc

## Biographie
Issu d'une famille de commerçants, Alexandre Séon bénéficie d'une enfance paisible et d'une culture rurale qui, par ses légendes, lui communique le goût du merveilleux. Élève à l'Académie des beaux-arts de Lyon, il pratique également les arts décoratifs et le dessin d'ornement pour l'industrie textile lyonnaise.
En 1877, il s'installe à Paris et suit les cours d'Henri Lehmann, il rencontre Georges Seurat, Alphonse Osbert, Edmond Aman-Jean, mais c'est Pierre Puvis de Chavannes dont il devient l'élève et l'assistant durant dix ans, qui l'influence notablement. Il expose à partir de 1879 dans les divers Salons et devient une figure marquante du symbolisme. Autour de 1890, ses œuvres reflètent toutefois l'influence de Seurat dont il adapte la technique avec l'aide du critique et théoricien Alphonse Germain afin de parvenir à un néo-impressionnisme qui puisse transmettre ses aspirations idéalistes.
Alphonse Germain dans Art et Critique le définit comme « symboliste-idéiste », Émile Verhaeren relève son « pays de lumière » lors de son exposition chez Le Barc de Boutteville en 1892.
En 1892, Séon participe à la fondation de la Rose-Croix dont il reste un fidèle. Il brosse un portrait de Joséphin Peladan en « nabi de l'idéalité ». Professeur de dessin à la Ville de Paris de 1881 à 1915, il reçoit peu de commandes officielles et, en dépit de ses panneaux pour la mairie de Courbevoie, son ambition de décorateur ne sera pas favorisée. Il écrit des ouvrages théoriques sur la division perspective du ton et sur la symbolique de la ligne et des teintes. Ami de Georges Deherme (fondateur des universités populaires), il crée des lithographies bon marché, organise des visites du musée du Louvre pour les ouvriers et milite pour le Palais du peuple.
À partir de 1894 il fait des séjours fréquents à l’île de Bréhat, dont les paysages de bord de mer (plages, rochers) deviennent un thème fréquent, sujet principal ou décor, dans ses tableaux.

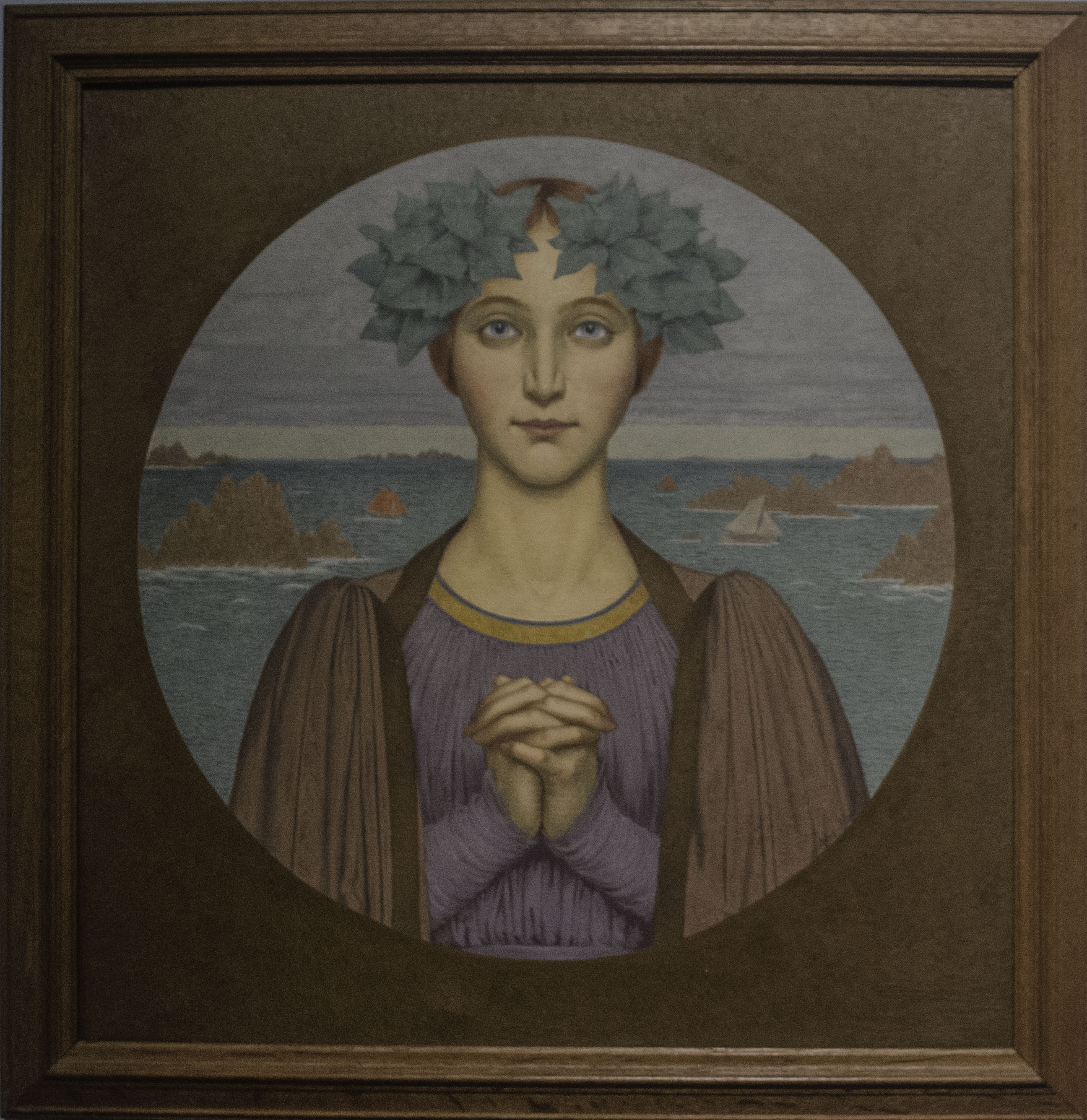
La Fille de la mer (île de Bréhat)

Il illustre des ouvrages ésotériques, réalise les emblèmes de la Rose-croix et les frontispices des œuvres de Joséphin Peladan. Inspiration poétique, vénération des formes pures, soucis théoriques et préoccupations sociales s'allient dans cette œuvre complexe et idéaliste. Une rétrospective lui est consacrée en 2015 au musée de Quimper (juin-septembre) puis au musée d'Art et d'Archéologie de Valence (novembre 2015-février 2016).
Le nom d’Alexandre Séon a été donné à une rue de sa commune natale, Chazelles, à une place de Saint-Étienne et à une rue de Courbevoie (rue Alexis-Séon).
Une importante exposition monographique, la première depuis 1901, a été consacrée à Séon en 2015-2016 ; elle s'est tenue au Musée des Beaux-Arts de Quimper de juin à septembre 2015 et au Musée d'Art et d'Archéologie de Valence de novembre 2015 à la fin février 2016. Cette manifestation a donné lieu à la publication d'un catalogue scientifique, sous la direction de Jean-David Jumeau-Lafond.

## Œuvres dans les collections publiques
- Musée des Beaux-Arts de Lyon : Portrait du Sâr Peladan (1892)[5]
- Musée d'Orsay, Paris : Lamentations d'Orphée (vers 1896), huile sur toile[6]
- Musée des Beaux-Arts de Brest : 
  - Le Récit, vers 1898
  - La pensée, 1900, huile sur toile
  - La prière, ou L’île de Bréhat, fin XIXème, huile sur panneau de bois
- Musée d'art moderne et contemporain de Saint-Étienne Métropole[7] :
  - Orphée (vers 1900) huile sur bois
  - Muse (vers 1900) huile sur toile
  - Marine aux roches roses, île de Bréhat (vers 1903) huile sur toile marouflée sur bois
  - Petite marine aux roches rouges (vers 1903) huile sur bois
  - La Mer (La Houle) (vers 1903) huile sur bois
  - Marine (La Vague) (vers 1903) huile sur bois
  - Le Retour au foyer (vers 1915), huile sur toile
- Salle des mariages de la mairie de Courbevoie: au plafond les Quatre Saisons, sur les panneaux muraux: Jour de fête, le Repos, le Travail, la Femme fille, la Mère, l’Aïeule, l'Éducation.